# Tetragoniomyces uliginosus
Tetragoniomyces uliginosus är en svampart som först beskrevs av Petter Adolf Karsten, och fick sitt nu gällande namn av Oberw. & Bandoni 1981. Tetragoniomyces uliginosus ingår i släktet Tetragoniomyces och familjen Tetragoniomycetaceae.   Inga underarter finns listade i Catalogue of Life.